# Stora Vårgöl
Stora Vårgöl är en sjö i Uppvidinge kommun i Småland och ingår i Alsteråns huvudavrinningsområde. Sjön har en area på 0,128 kvadratkilometer och ligger 275,9 meter över havet. Sjön avvattnas av vattendraget Forsaån.

## Delavrinningsområde
Stora Vårgöl ingår i det delavrinningsområde (632059-148025) som SMHI kallar för Mynnar i Alsterån. Medelhöjden är 243 meter över havet och ytan är 69,14 kvadratkilometer. Det finns inga avrinningsområden uppströms utan avrinningsområdet är högsta punkten. Forsaån som avvattnar avrinningsområdet har biflödesordning 2, vilket innebär att vattnet flödar genom totalt 2 vattendrag innan det når havet efter 104 kilometer. Avrinningsområdet består mestadels av skog (88 %). Avrinningsområdet har 1,51 kvadratkilometer vattenytor vilket ger det en sjöprocent på 2,2 %.